# 양근로
양근로(Yanggeun-ro)는 경기도 양평군 양평읍 오빈 교차로에서 양평군 양평읍를 잇는 도로이다.

## 주요경유지
경기도
- 양평군 (양평읍)

## 노선
| 이름                | 접속 노선              | 소재지 | 소재지 | 비고 |
| ------------------- | ---------------------- | ------ | ------ | ---- |
| 오빈 교차로         | 국도 제6호선 (경강로)  | 양평군 | 양평읍 |      |
| 오빈교              |                        | 양평군 | 양평읍 |      |
| 양근리사거리        | 마유산로 양근대교길    | 양평군 | 양평읍 |      |
| 양근교              |                        | 양평군 | 양평읍 |      |
| 양평군청 회전사거리 | 군청길 역전길          | 양평군 | 양평읍 |      |
| 양평회전 사거리     | 시민로 한빛길          | 양평군 | 양평읍 |      |
| 양근삼거리          | 양평대교길             | 양평군 | 양평읍 |      |
| 양근회전 교차로     | 시민로20번길           | 양평군 | 양평읍 |      |
| 회현 교차로         | 국도 제37호선 (양평로) | 양평군 | 양평읍 |      |
| (이름없음)          | 국도 제37호선 (양평로) | 양평군 | 양평읍 |      |

## 주요 건물및 시설
- 현대자동차 블루핸즈 양평점 (양근로 15/오빈리 150-72)
- GS칼텍스 남한강주유소 (양근로 17오빈리 151)
- 이디야 양평양근로점 (양근로 67/양근리 504-9)
- KG모빌리티 양평바로서비스 프라자 (양근로 75/양근리 504-12)
- 스타벅스 더양평DTR (양근로 76/양근리 501-3)
- 타이어프로 양평점 (양근로 82/양근리 502-5)
- SK에너지 양평셀프주유소 (양근로82 /양근리 502-5)
- 르노코리아자동차 양평대리점 (양근로 114/양근리 527-9)
- 한국국토정보공사 양평지사 (양근로 127/양근리 528-22)
- CU 양평태창점 (양근로 135/양근리 528-71)
- 양평초등학교 (양근로 142/양근리 491-9)
- 수원지방법원 양평등기소 (양근로 154/양근리 448-7)
- 농협 양평군지부 (양근로 178/양근리 429)
- SK텔레콤 동운대리점 양평점 (양근로 191/양근리 348-1)
- 신협 양평신협 본점 (양근로 193/양근리 349-1)
- 세븐일레븐 양평3호점 (양근로 237/양근리 222-7)
- CU 양평바로어게인점 (양근로 306/창대리 698-2)
- GS칼텍스 태양주유소 (양근로 316/창대리 537-16)
- 세븐일레븐 양평창대리점 (양근로 468/창대리 538-4)
- 이마트24 양평양근로드점 (양근로 384/창대리 433-7)